# 伊泽尔河畔费松
伊泽尔河畔费松（法語：Feissons-sur-Isère，法語發音：[fɛsɔ̃ syʁ izɛʁ]）是法国萨瓦省的一个旧市镇，属于阿尔贝维尔区。2019年，伊泽尔河畔费松与市镇博讷瓦勒并入市镇拉莱谢尔。

## 地理
伊泽尔河畔费松（45°33'34"N, 6°28'14"E）面积12.1 平方千米，位于法国奥弗涅-罗讷-阿尔卑斯大区萨瓦省，该省份为法国东部省份，历史上为薩伏依的一部分，北起上萨瓦省，西接伊泽尔省和安省，南部和东部与上阿尔卑斯省和意大利接壤。
与伊泽尔河畔费松接壤的市镇（或旧市镇、城区）包括：瑟万、拉莱谢尔。
伊泽尔河畔费松的时区为UTC+01:00、UTC+02:00（夏令时）。

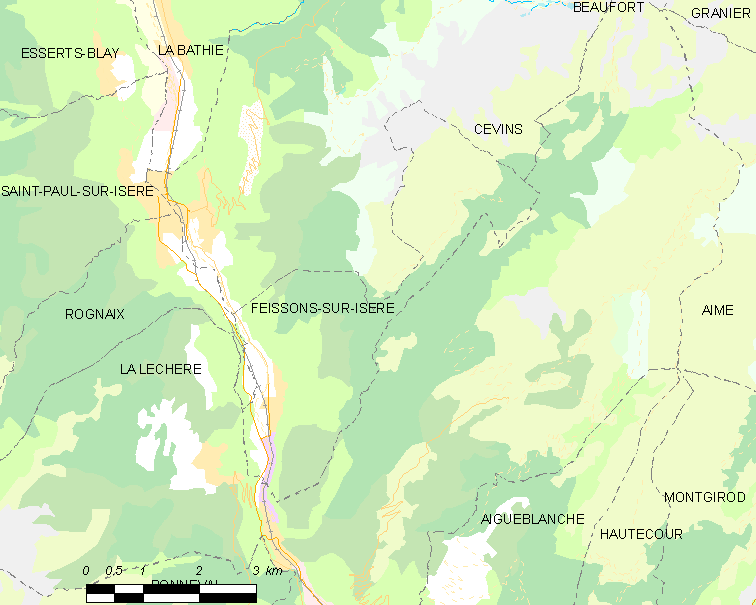
伊泽尔河畔费松的OSM定位图

## 行政
伊泽尔河畔费松的邮政编码为73260，INSEE市镇编码为73112。

## 政治
伊泽尔河畔费松所属的省级选区为穆捷县。

## 人口

1962-2008年间伊泽尔河畔费松人口变化图示

伊泽尔河畔费松于2018年1月1日时的人口数量为582人。